# Ітон (округ Манітовок, Вісконсин)
Ітон (англ. Eaton) — місто (англ. town) в США, в окрузі Манітовок штату Вісконсин. Населення — 814 особи (2020).

## Демографія
Згідно з переписом 2010 року, у місті мешкали 833 особи в 318 домогосподарствах у складі 262 родин. Було 345 помешкань
Расовий склад населення:
| - 97,0 % — білих - 1,1 % — азіатів - 0,1 % — чорних або афроамериканців |

До двох чи більше рас належало 1,6 %. Частка іспаномовних становила 1,2 % від усіх жителів.
За віковим діапазоном населення розподілялося таким чином: 24,6 % — особи молодші 18 років, 64,1 % — особи у віці 18—64 років, 11,3 % — особи у віці 65 років та старші. Медіана віку мешканця становила 41,9 року. На 100 осіб жіночої статі у місті припадало 112,0 чоловіків;  на 100 жінок у віці від 18 років та старших — 110,0 чоловіків також старших 18 років.
Середній дохід на одне домашнє господарство  становив 77 750 доларів США (медіана — 65 000), а середній дохід на одну сім'ю — 83 283 долари (медіана — 74 375). Медіана доходів становила 46 875 доларів для чоловіків та 33 929 доларів для жінок. За межею бідності перебувало 7,9 % осіб, у тому числі 12,1 % дітей у віці до 18 років та 3,2 % осіб у віці 65 років та старших.
Цивільне працевлаштоване населення становило 475 осіб. Основні галузі зайнятості: виробництво — 33,5 %, сільське господарство, лісництво, риболовля — 11,6 %, освіта, охорона здоров'я та соціальна допомога — 10,9 %.